# 8815 Deanregas
8815 Deanregas este un asteroid din centura principală de asteroizi.

## Descriere
8815 Deanregas este un asteroid din centura principală de asteroizi. A fost descoperit pe 23 februarie 1984 la Observatorul La Silla de Henri Debehogne. Asteroidul prezintă o orbită caracterizată de o semiaxă mare de 2,25 ua, o excentricitate de 0,14 și o înclinație de 5,8° în raport cu ecliptica.